# Moscow Spartans 2022
Questa voce raccoglie le informazioni riguardanti i Moscow Spartans nelle competizioni ufficiali della stagione 2022.

## Prima squadra

### Eastern European Superleague 2022

#### Stagione regolare
| Korolëv 8 maggio 2022, ore 16:30 1ª giornata | Moscow Spartans | 38 – 6 (16-0 7-0 7-0 8-6) referto | Sankt Petersburg North Legion | Stadion Čajka\| Arbitro: \| Čechov \| |
| Arbitro:                                     | Čechov          |                                   |                               |                                       |

| Korolëv 22 maggio 2022, ore 13:00 2ª giornata | Spartak Moskva | 7 – 23 (0-7 0-7 0-7 7-2) referto | Moscow Spartans | Stadion Vympel\| Arbitro: \| Čechov \| |
| Arbitro:                                      | Čechov         |                                  |                 |                                        |

| Korolëv 4 giugno 2022, ore 14:00 3ª giornata | Moscow Spartans | 57 – 10 (21-0 22-3 7-0 7-7) referto | Moscow United | Stadion Čajka\| Arbitro: \| Čechov \| |
| Arbitro:                                     | Čechov          |                                     |               |                                       |

| Korolëv 18 giugno 2022, ore 15:00 4ª giornata | Moscow Spartans | 36 – 8 (16-0 0-0 6-0 14-8) referto | Sechenov Phoenix/ Moscow Patriots | Stadion Vympel\| Arbitro: \| Čechov \| |
| Arbitro:                                      | Čechov          |                                    |                                   |                                        |

| San Pietroburgo 2 luglio 2022, ore 12:00 5ª giornata | Sankt Petersburg Griffins | 7 – 46 (0-13 0-7 0-13 7-13) referto | Moscow Spartans | MSA Petrovskij\| Arbitro: \| Zacharov \| |
| Arbitro:                                             | Zacharov                  |                                     |                 |                                          |

#### Playoff
| Korolëv 16 luglio 2022, ore 15:00 Semifinale | Moscow Spartans | 25 – 0 (3-0 6-0 10-0 6-0) referto | Sechenov Phoenix/ Moscow Patriots | Stadion Vympel\| Arbitro: \| Čechov \| |
| Arbitro:                                     | Čechov          |                                   |                                   |                                        |

| Mosca 20 novembre 2022, ore 17:00 Russian Bowl | Moscow Spartans | 34 – 0 (7-0 7-0 14-0 6-0) referto | Spartak Moskva | Sapsan Arena |
| Ni Q1 ( TD ) run Sorkin Q1 ( pat ) Ni Q2 ( TD ) run Sorkin Q2 ( pat ) Ni Q3 ( TD ) run Sorkin Q3 ( pat ) Ni Q3 ( TD ) pass from Belov Sorkin Q3 ( pat ) Belov Q4 ( TD ) run Marcatori |                 |                                   |                |              |
| |                 |                                   |                |              |
| Ni Q1 (TD) run Sorkin Q1 (pat) Ni Q2 (TD) run Sorkin Q2 (pat) Ni Q3 (TD) run Sorkin Q3 (pat) Ni Q3 (TD) pass from Belov Sorkin Q3 (pat) Belov Q4 (TD) run                             | Marcatori       |                                   |                |              |

### Statistiche di squadra
| Competizione      | %Vittorie | In casa | In casa | In casa | In casa | In casa | In casa | In trasferta | In trasferta | In trasferta | In trasferta | In trasferta | In trasferta | Totale | Totale | Totale | Totale | Totale | Totale |
| Competizione      | %Vittorie | G       | V       | N       | P       | Pf      | Ps      | G            | V            | N            | P            | Pf           | Ps           | G      | V      | N      | P      | Pf     | Ps     |
| ----------------- | --------- | ------- | ------- | ------- | ------- | ------- | ------- | ------------ | ------------ | ------------ | ------------ | ------------ | ------------ | ------ | ------ | ------ | ------ | ------ | ------ |
| Stagione regolare | 1.000     | 3       | 3       | 0       | 0       | 131     | 24      | 2            | 2            | 0            | 0            | 69           | 14           | 5      | 5      | 0      | 0      | 200    | 38     |
| Playoff           | 1.000     | 2       | 2       | 0       | 0       | 59      | 0       | 0            | 0            | 0            | 0            | 0            | 0            | 2      | 2      | 0      | 0      | 59     | 0      |
| Totale            | 1.000     | 5       | 5       | 0       | 0       | 190     | 24      | 2            | 2            | 0            | 0            | 69           | 14           | 7      | 7      | 0      | 0      | 259    | 38     |

### Statistiche personali

#### Marcatori
| Giocatore | Ruolo | TD rush | TD recv | TD int | TD p.ret | TD k.ret | TD oth | Xp1 | Xp2 | FG  | Saf | Totale |
| --------- | ----- | ------- | ------- | ------ | -------- | -------- | ------ | --- | --- | --- | --- | ------ |
| Ni        |       | 10+3    | 0+1     | 0      | 0        | 0        | 0      | 0   | 0   | 0   | 0   | 84     |
| Jacunenko |       | 0       | 4+1     | 0      | 0        | 0        | 0      | 0   | 0   | 0   | 0   | 30     |
| Reznik    |       | 0       | 4+1     | 0      | 0        | 0        | 0      | 0   | 0   | 0   | 0   | 30     |
| Glišič    |       | 0+1     | 1       | 0      | 0        | 0        | 0      | 15  | 0   | 0   | 0   | 27     |
| Sorkin    |       | 0       | 0       | 0      | 0        | 0        | 0      | 6+5 | 0   | 0+2 | 0   | 17     |
| Belov     |       | 1+1     | 0       | 0      | 0        | 0        | 0      | 0   | 0   | 0   | 0   | 12     |
| Zav'jalov |       | 1       | 1       | 0      | 0        | 0        | 0      | 0   | 0   | 0   | 0   | 12     |
| Grečanyj  |       | 1       | 0       | 0      | 0        | 0        | 0      | 0   | 0   | 0   | 0   | 6      |
| A. Kozlov |       | 1       | 0       | 0      | 0        | 0        | 0      | 0   | 0   | 0   | 0   | 6      |
| Kytin     |       | 0       | 0       | 0      | 0        | 0        | 1      | 0   | 0   | 0   | 0   | 6      |
| Nikiforov |       | 0       | 1       | 0      | 0        | 0        | 0      | 0   | 0   | 0   | 0   | 6      |
| Nikolaev  |       | 0       | 1       | 0      | 0        | 0        | 0      | 0   | 0   | 0   | 0   | 6      |
| Sennikov  |       | 1       | 0       | 0      | 0        | 0        | 0      | 0   | 0   | 0   | 0   | 6      |
| Team      |       | 0       | 0       | 0      | 0        | 0        | 0      | 0   | 0   | 0   | 3   | 6      |
| Svjatkin  |       | 0       | 0       | 0      | 0        | 0        | 0      | 0   | 2   | 0   | 0   | 4      |

## Seconda squadra

### EESL Vtoraja Liga 2022

#### Stagione regolare
| San Pietroburgo 14 maggio 2022, ore 14:00 MSK 2ª giornata | Sankt Petersburg MČS University Team | 6 – 48 referto | Moscow Spartans 2 | Stadion Zvezda |

| Korolëv 29 maggio 2022, ore 14:00 MSK 3ª giornata | Moscow Spartans 2 | 18 – 8 referto | Sechenov Phoenix 2 | Stadion Čajka |

| Korolëv 11 giugno 2022, ore 15:00 MSK 4ª giornata | Moscow Spartans 2 | 40 – 42 (8-0 8-20 8-16 16-6) referto | Rhinos Cherepovets | Stadion Čajka |

| Mosca 25 giugno 2022, ore 17:00 MSK 5ª giornata | Moscow Spartans 2 | 28 – 34 referto | Sankt Petersburg MČS University Team | Stadion v Taganskom Parke |

| Čerepovec 9 luglio 2022, ore 17:30 MSK 6ª giornata | Rhinos Cherepovets | 16 – 22 (0-0 0-14 0-0 16-8) referto | Moscow Spartans 2 | Stadion Metallurg |

| Mosca 24 luglio 2022, ore 18:00 MSK 7ª giornata | Sechenov Phoenix 2 | 20 – 28 (6-6 6-16 8-6 0-0) referto | Moscow Spartans 2 | Stadion Burevetnik |

#### Playoff
Il Sankt Petersburg MČS University Team ha rifiutato di giocare in trasferta a Samara, pertanto il suo posto ai playoff è stato preso dai Moscow Spartans 2.
| Samara 6 agosto 2022, ore 12:00 SAMT (11:00 MSK) Semifinale | Samara Stormbringers | 36 – 24 (8-6 16-10 0-0 12-8) referto | Moscow Spartans 2 | SK Lokomotiv |

| Samara 7 agosto 2022, ore 11:00 SAMT (10:00 MSK) Finale 3º - 4º posto | Moscow Spartans 2 | 52 – 28 (6-8 16-14 16-6 14-0) referto | Nizhnij Novgorod Apache | SK Lokomotiv |

### Statistiche di squadra
| Competizione      | %Vittorie | In casa | In casa | In casa | In casa | In casa | In casa | In trasferta | In trasferta | In trasferta | In trasferta | In trasferta | In trasferta | Totale | Totale | Totale | Totale | Totale | Totale |
| Competizione      | %Vittorie | G       | V       | N       | P       | Pf      | Ps      | G            | V            | N            | P            | Pf           | Ps           | G      | V      | N      | P      | Pf     | Ps     |
| ----------------- | --------- | ------- | ------- | ------- | ------- | ------- | ------- | ------------ | ------------ | ------------ | ------------ | ------------ | ------------ | ------ | ------ | ------ | ------ | ------ | ------ |
| Stagione regolare | .667      | 3       | 1       | 0       | 2       | 86      | 84      | 3            | 3            | 0            | 0            | 98           | 42           | 6      | 4      | 0      | 2      | 184    | 126    |
| Playoff           | .500      | 1       | 1       | 0       | 0       | 52      | 28      | 1            | 0            | 0            | 1            | 24           | 36           | 2      | 1      | 0      | 1      | 76     | 64     |
| Totale            | .625      | 4       | 2       | 0       | 2       | 138     | 112     | 4            | 3            | 0            | 1            | 122          | 78           | 8      | 5      | 0      | 3      | 260    | 190    |